# Johannes Romanski
Johannes Romanski SVD (* 21. August 1911 in Plauten, Ostpreußen; † 18. März 1943 in der Bismarcksee) war ein deutscher römisch-katholischer Geistlicher, Steyler Missionar und Märtyrer.

## Leben
Johannes Romanski aus Plauten, heute Ortsteil von Pieniężno (Mehlsack) im Powiat Braniewski (Kreis Braunsberg) in Polen, trat in den Orden der Steyler Missionare ein, wurde zum Priester geweiht und ging in die Papua-Neuguinea-Mission. Nach der Besetzung von Papua-Neuguinea durch japanische Invasionstruppen 1942 wurde er am 18. März 1943 zusammen mit Bischof Josef Lörks und zahlreichen weiteren Missionaren und Ordensschwestern auf dem Zerstörer Akikaze hingerichtet und ins Meer geworfen.

## Gedenken
Die Römisch-katholische Kirche in Deutschland hat Pater Johannes Romanski als Märtyrer in das deutsche Martyrologium des 20. Jahrhunderts aufgenommen.